# Маковєєв Андрій Олександрович
Андрій Олександрович Маковєєв (16 жовтня 1982, Тобольськ, Тюменська область, РРФСР, СРСР) — російський біатлоніст, чемпіон Європи серед юніорів 2002 року. Переможець Універсіади-2005 (Інсбрук) в спринті на 10 км та в гонці переслідування на 12,5 км. Триразовий чемпіон  Універсіади-2007 в Турині.

## Кар'єра в Кубку світу
- Дебют в кубку світу — 20 січня 2005 року в спринті в Антерсельві — 46 місце.
- Перше попадання в залікову зону — 18 березня 2006 року в  гонці переслідування в Контіолахті — 17 місце.
- Перше попадання на подіум — 15 березня 2007 року в спринті в Ханти-Мансійську — 3 місце.
- Перша перемога — 12 січня 2012 року в індивідуальній гонці в Новом-Мєсті — 1 місце.

Андрій займається біатлоном починаючи з 1998 року.  За свою  кар'єру в кубках світу він 7 разів підіймався на подіум в особистих змаганнях. На його рахунку одна перемога, одне друге місце та 5 третіх місць. 
Найкращим його результатом у кар'єрі є 11 місце в загальному заліку кубка світу сезону 2011-2012.

## Виступи на чемпіонатах світу
| Рік  | Міце проведення      | Інд | Спр | Пр | МС | Ест | ЗМ |
| 2009 | Пхьончхан            |     | 24  | 17 | 24 |     |    |
| 2011 | Ханти-Мансійськ      |     | 4   | 17 | 7  |     |    |
| 2012 | Рупольдинг           |     | 33  | 19 | 28 | 6   |    |
| 2013 | Нове Место-на-Мораві | 56  |     |    |    |     |    |

## Загальний залік в Кубку світу
- 2005—2006 — 52-е місце (57 очок)
- 2006—2007 — 43-е місце (62 очка)
- 2007—2008 — 20-е місце (307 очок)
- 2008—2009 — 28-е місце (311 очок)
- 2010—2011 — 28-е місце (386 очок)
- 2011—2012 — 11-е місце (601 очко)
- 2012—2013 — 26-е місце (354 очки)

## Статистика стрільби
| № п/п | Сезон     | Загальна        | Індивідуальна гонка | Спринт         | Гонка переслідування | Мас-старт     | Естафета      |
| ----- | --------- | --------------- | ------------------- | -------------- | -------------------- | ------------- | ------------- |
| 1     | 2005-2006 | 76,2% (99/133)  | 0% (0/0)            | 76% (38/50)    | 76,3% (61/80)        | 0% (0/0)      | 0% (0/0)      |
| 2     | 2006-2007 | 74,1% (163/220) | 75% (45/60)         | 76,7% (46/60)  | 72% (72/100)         | 0% (0/0)      | 0% (0/0)      |
| 3     | 2007-2008 | 73,1% (212/290) | 65% (13/20)         | 72,5% (58/80)  | 67% (67/100)         | 80% (64/80)   | 99,9% (10/10) |
| 4     | 2008-2009 | 76,7% (303/395) | 75% (45/60)         | 83% (83/100)   | 74,3% (104/140)      | 76,3% (61/80) | 66,7% (15/10) |
| 5     | 2009-2010 | 60% (6/10)      | 0% (0/0)            | 60% (6/10)     | 0% (0/0)             | 0% (0/0)      | 0% (0/0)      |
| 6     | 2010-2011 | 79,9% (234/293) | 67,5% (27/40)       | 81,3% (65/80)  | 77,5% (62/80)        | 87,5% (70/80) | 76,9% (10/13) |
| 7     | 2011-2012 | 83,7% (340/406) | 92,5% (37/40)       | 84,0% (84/100) | 72,9% (116/140)      | 78,8% (63/80) | 87,0% (40/46) |
| 8     | 2012-2013 | 82,1% (302/368) | 80,0% (32/40)       | 86,3% (69/80)  | 83,6% (117/140)      | 80,0% (64/80) | 71,4% (20/28) |

## Виноски
1. ↑  В дужках наведена кількість влучних пострілів та загальна кількість пострілів. В статистиці стрільби рахуються постріли, які здійснив біатлоніст на етапах кубка світу та чемпіонаті світу